# Ásia Setentrional

Localização da Ásia Setentrional.

A Ásia Setentrional (ou Rússia Asiática), também conhecida como Sibéria, é a parte leste do território da Federação Russa (ocupando cerca de setenta e cinco porcento do seu território). Em seus doze milhões de quilômetros quadrados, a população desta área é estimada em trinta e seis milhões de habitantes, sendo Novosibirsk a sua maior cidade.
Composta em toda a sua extensão pela região russa da Sibéria, esta área possui baixa densidade demográfica, sendo este fator motivado pelas baixas temperaturas (típicas dos climas polar e sub-polar). Sua vegetação é adaptada às rigorosas condições climáticas, predominando a taiga e a tundra. Com importantes e extensos rios (destacando-se o Ob, lenissei e Lena), a região é rica em recursos minerais, sobretudo energéticos (como o petróleo e gás natural).